# 浸著時光的早晨
《浸著時光的早晨》是旅日本中國人作家楊逸的日本語小説之一，楊逸獲得第139屆芥川賞以之，同著的題材是中國青年的愛國運動和挫折、以之批判「中國的拜金主義」、以警告"《匹夫有責》。中國發展的責任歸全中國人民．以一人決中國之興廢"。

## 參看
- 四五運動
- 六四天安門事件
- 改革開放